# Tan Oak Park
Tan Oak Park – obszar niemunicypalny w hrabstwie Mendocino, w Kalifornii (Stany Zjednoczone), na wysokości 406 m.